# Theeae
Theeae je tribus drveća i grmlja iz porocfice čajevki. Sastoji se od 4 roda iz tropske i suptropske Azije. Tipični rod je Thea L. (čaj), sinonim za Camellia.
Tribus je opisan u Die Natürlichen Pflanzenfamilien 3(6): 180–181. 1893.

## Rodovi
Tribus Theeae Szyszyl.
1. Polyspora Sweet (49 spp.)
2. Camellia L. (233 spp.)
3. Apterosperma Hung T. Chang (1 sp.)
4. Pyrenaria Blume (29 spp.)